# The Flora of Jamaica
The Flora of Jamaica (abreviado Fl. Jamaica (Macfadyen)) es un libro ilustrado con descripciones botánicas que fue escrito por el botánico escocés James Macfadyen. Fue publicado en Londres en 2 volúmenes en los años 1837 y 1850 con el nombre de Flora of Jamaica; a description of the plants of that island, arranged according to the natural orders. |c With and appendix, containing an enumeration of the genera according to the Linnæan system, and an essay on the geographical distribution of the species.